# Potoroidae
Los potoroidos (Potoroidae) son una familia de marsupiales diprotodontos del suborden Macropodiformes que incluye a los betongs, potorúes y a los canguros rata. Se trata de pequeños  marsupiales que se asemejan a roedores motivo por el cual se les llama canguros rata.

## Clasificación
- Subfamilia Potoroinae
  - Género Aepyprymnus
    - Aepyprymnus rufescens

  - Género Bettongia
    - Bettongia gaimardi
    - Bettongia lesueur
    - Bettongia penicillata
    - Bettongia tropica
    - Bettongia moyesi †

  - Género Caloprymnus †
    - Caloprymnus campestris

  - Género Potorous
    - Potorous longipes
    - Potorous platyops †
    - Potorous tridactylus
    - Potorous gilbertii

  - Género Gumardee †
    - Gumardee pascuali

  - Género Milliyowi †
    - Milliyowi bunganditj
- Subfamilia Bulungamayinae †
  - Género Wabularoo
    - Wabularoo hilarus
    - Wabularoo naughtoni

  - Género Bulungamaya

### Taxones extintos
- Género Wakiewakie †
- Género Purtia †
- Género Palaeopotorous †